# Томас-Морс MB-1
Томас-Морс MB-1 (енгл. Thomas-Morse MB-1) је ловачки авион направљен у САД. Авион је први пут полетео 1918. године. 

Размах крила је био 11,2 метара а дужина 6,70 метара. Био је наоружан са 2 митраљеза калибра 7,7 милиметара.

## Наоружање
| Наоружање авиона: Томас-Морс   |     |
| Ватрено (стрељачко) наоружање  |     |
| Топ                            |     |
| Митраљез                       |     |
| Број и ознака митраљеза        | 2   |
| Калибар                        | 7,7 |
| Бомбардерско наоружање (бомбе) |     |
| Ракетно наоружање (ракете)     |     |